# Omar Balafrej
Omar Balafrej, né le 26 octobre 1973, est un ingénieur et homme politique marocain.  Membre du Parti socialiste unifié, il est député de la circonscription Rabat-Océan lors des élections législatives du 7 octobre 2016.  Au niveau local, il présente la liste FGD dans l'arrondissement Agdal-Ryad. 
Avant d'accéder au Parlement, il était entre autres directeur général du Technopark de Casablanca et président de la Fondation Abderrahim Bouabid. Il est membre fondateur du Mouvement Clarté-Ambition-Courage.

## Biographie

### Origines et études
Né d'un père chirurgien au sein d'une ancienne famille rbatie en 1973, Omar grandit dans la capitale.   Il est notamment le petit-neveu de Ahmed Balafrej et possède certains liens familiaux avec Abderrahim Bouabid et Mohamed El Yazghi. 
Il étudie au lycée Descartes avant d'intégrer le lycée Janson-de-Sailly à Paris où il fait sa prépa Maths sup/Maths spé. Il rejoint enfin l'École centrale de Lyon où il obtient son diplôme d'ingénieur.

### Carrière
En rentrant au Maroc, il travaille d'abord dans le Groupe ONA. 
Il a été directeur technique de l'Université Al Akhawayn puis consultant à la Société financière internationale affiliée à la Banque mondiale. 
Omar Balafrej dirige depuis 2008 l'incubateur et la pépinière d'entreprises Technopark (Casablanca, Rabat et Tanger) dont l'objectif est d'aider au développement d'entreprises dans les TIC, les GreenTech et les industries culturelles. Il est père de deux enfants. Il a quitté le Technopark en 2015 pour se présenter aux élections législatives de 2016. 
En 2022, il rejoint le groupe Bank of Africa et est chargé du Business Développement au niveau des filiales africaines.

### Parcours associatif
Omar Balafrej préside la Fondation Abderrahim Bouabid entre 2009 et 2012. Ses activités se rapprochent de celles d'un think tank, celles-ci se caractérisant par la publication de rapports et d'analyses au sujet des évolutions et mutations au sein de la société marocaine. Sous l'impulsion d'Omar, la fondation lancera le Fab TV et publiera notamment un document inédit: « Le Maroc a-t-il une stratégie de développement économique? ».
Ce pôle de réflexion arbore la citation de Bouabid « C'est par la démocratie que l'on apprend la démocratie ». Il reçoit souvent des invités de marque tels que Jorge Semprún, Michel Rocard, Felipe González, Hubert Védrine ou encore Raymond Aubrac.
Omar Balafrej est membre du conseil d'administration de la Cinémathèque de Tanger depuis 2012 et du conseil d'administration de la Fondation pour l'innovation en Afrique depuis 2015.

### Parcours politique
En 1997, Omar fait ses armes à l'Union socialiste des forces populaires (USFP) qu'il quittera en 2010. Déçu, il confiera plus tard au site d'infos marocain Médias 24 qu'à ses yeux l'USFP, « n'a plus l'ambition de transformer la société marocaine ». Il sera conseiller municipal à Ifrane de 2003 à 2009, date à laquelle il devient président de la Fondation Abderrahim Bouabid.
En 2009, Omar Balafrej co-initie son mouvement Clarté-Ambition-Courage qui appelle à un réveil de la gauche marocaine. Il compte, en 2011, plus de 700 signataires. En 2015, le mouvement joint ses forces à celles de Nabila Mounib, secrétaire-générale du Parti socialiste unifié (PSU), ainsi qu'à celles du Parti de l'avant-garde démocratique et socialiste (PADS) et du Congrès national Ittihadi (CNI), avec pour ambition la refonte de la gauche marocaine en formant un parti unifié, celui de la Fédération de la gauche démocratique.
Lors des élections communales et régionales de 2015, Omar se présente à la tête de la liste électorale du parti de la Fédération de la gauche démocratique (FDG) dans l'arrondissement Agdal-Ryad à Rabat. Sous la bannière de la FGD, le mouvement Clarté-Ambition-Courage (CAC) se porte aussi candidat à Casablanca et à Kénitra. À Agadir, le CAC est présent sur la liste indépendante de Tariq Kabbage.
La liste de la FGD à Agdal-Riad se classe deuxième et obtient 9 sièges au conseil d'arrondissement et 4 sièges au conseil de la ville de Rabat. Lors des élections législatives du 7 octobre 2016, il a été élu représentant de la circonscription Rabat-Océan.

#### Prises de position
Omar Balafrej a soutenu dès les premières heures le Mouvement du 20-Février et la jeunesse sortie dans les rues réclamant plus de libertés individuelles et l'établissement d'un État de droit. Omar Balafrej s'est aussi véhémentement opposé au très controversé projet de TGV au Maroc. Une aberration selon lui car à ses yeux le Maroc est un pays pauvre ; il estime que « chaque 10 mètres de TGV constituent une école en moins ». Pour lui, le TGV est loin d'être prioritaire dans un Maroc qui souffre d'un taux élevé d'analphabétisme, qui a besoin de routes rurales et d’usines.

### Dans les médias
- Portrait d'Omar Balafrej sur la chaîne Arte, le 17 octobre 2011.
- "Omar Balafrej: Les raisons de la colère", Omar Balafrej est l'invité de Hamid Barrada dans l'émission "Mais encore?", vidéo du 24 août 2012 visionnable sur YouTube.